# ویلیام ویلسون کورکوران
ویلیام ویلسون کورکوران (William Wilson Corcoran) (زادهٔ ۲۷ دسامبر ۱۷۹۸ – درگذشت ۲۴ فوریه ۱۸۸۸)، بانکدار، انسان‌دوست و گردآورندهٔ آثار هنری اهل ایالات متحده بود. او «نگارخانه هنری کورکوران» را بنیان‌گذاری کرد.

## زندگی‌شخصی

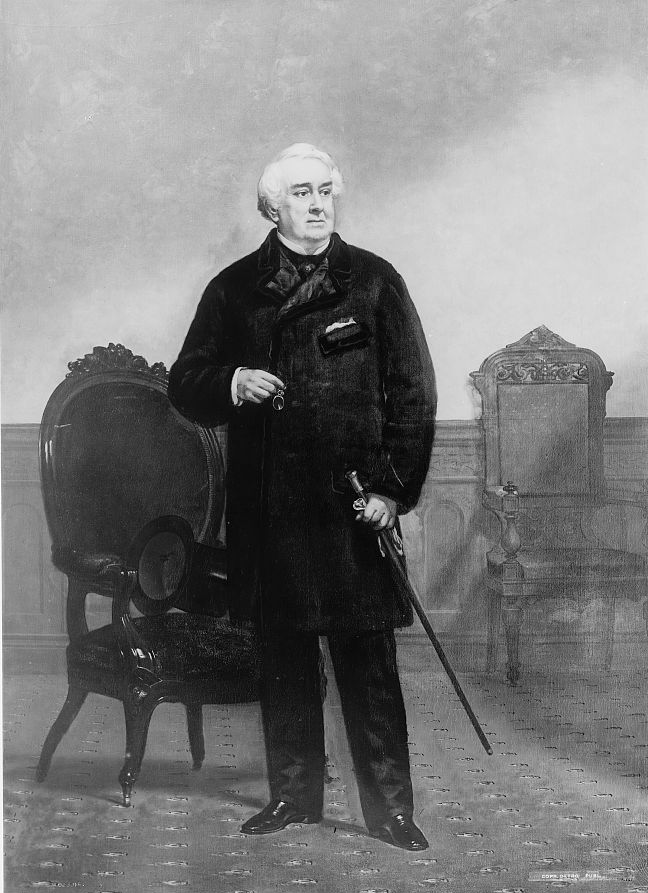
ویلیام کورکوران در ۱۸۶۷

کورکوران در ۲۷ دسامبر ۱۷۹۸ میلادی در جرج تاون در بخش کلمبیا متولد شد. او یکی از ۱۲ فرزند (شش پسر و شش دختر) خانواده بود که شش تن آن‌ها تا دوران جوانی زنده ماندند، پدر وی توماس کورکوران، یک تاجر متوسط بود که دوبار به عنوان شهردار جرج‌تاون انتخاب شد و مادرش هانا لیمون نام داشت. پدر وی متولد ایرلند بود، در ۱۷۸۸ میلادی در جرج تاون ساکن شد و تجارت چرم را آغاز کرد.
ویلیام کورکوران در جرج‌تاون بزرگ شد، در آنجا رشته مطالعات کلاسیک و ریاضی را در مدرسه‌های خصوصی که توسط الکساندر کرک و ریویرند ادیسون بیلت پیش‌برده می‌شد خواند و برای یک سال در کلاس‌های کالج جرج‌تاون، سلف دانشگاه جرج‌تاون است، شرکت کرد. به‌جای ادامه تحصیلات، او به تجارت خانوادگی پیوست و به یک تاجر موفق مبدل شد.

## حرفه
کورکوران در عمر ۱۷ سالگی وارد تجارت شد، در یک مغازه خشکبار که دو برادر مالک وی بودند شروع به کار کرد و دو سال بعد شعبه شخصی خودش را باز نمود. برادران کورکوران یک حراج عمده فروشی و تجارت کمیشن را آغاز کردند، اما این تجارت نوپای آن‌ها پس از وحشت ۱۸۱۹ ناکام شد. او در یک تجارت خانوادگی دیگر کار کرد و در ۱۸۲۸ میلادی کنترل یک قسمت بزرگ تجارت املاک و مستغلات ر از پدر خود گرفت.
کورکوران به عنوان منشی در بانک کلمبیا شعبهِ جرج‌تاون استخدام گردیده و بعداً به عنوان مدیر املاک و مستغلات و وام در دومین بانک ایالات متحده در واشینگتن گماشته شد.
در ۱۸۳۷ میلادی، کورکوران یک بنگاه دلالی را در خیابان پنسیلوانیا در جاده پانزدهم تأسیس کرد. او در این کسب‌وکار خود به موفقیت دست یافته و در ۱۸۴۰ میلادی با جرج واشینگتن ریگز، پسر الیشا ریگز، وارد شراکت تجاری شد. شرکت بانکداری خصوصی کورکوران و ریگز از حمایت وزیر خزانه‌داری لوی وودبری لذت می‌برد و پس از این‌که آن‌ها سفته‌های وزارت خزانه‌داری ایالات متحده به ارزش ۵ میلیون دلار را در ۱۸۴۳ میلادی مجدداً به سرمایه‌گذاران به فروش رساندند، شرکت آن‌ها به شکوفایی رسید. در ۱۸۴۵ میلادی، شرکت آن‌ها ساختمان سابقه دومین بانک ایالات متحده که در جاده ۱۵ در خیابان نیویورک موقعیت داشت را خریداری نمود.
در بهار ۱۸۴۷ میلادی، کورکوران و ریگز دو سری اوراق قرضه جنگ مکزیک وزارت خزانه‌داری را به‌طور عمده به سرمایه‌گذاران در داخل و خارج از کشور به فروش رساندند که در این میان درآمد کورکوران ۱ میلیون دلار بود. در ۱۸۵۴ میلادی، کورکوران از شرکت کورکروان و ریگز بازنشسته شد تا روی سرمایه‌گذاری‌های خود در املاک و مستغلات، اعطای اراضی، تسلیحات و خطوط آهن تمرکز نموده و همچنین اشتیاق‌های خود و فعالیت‌های انسان‌دوستی را دنبال نماید.

### هنر

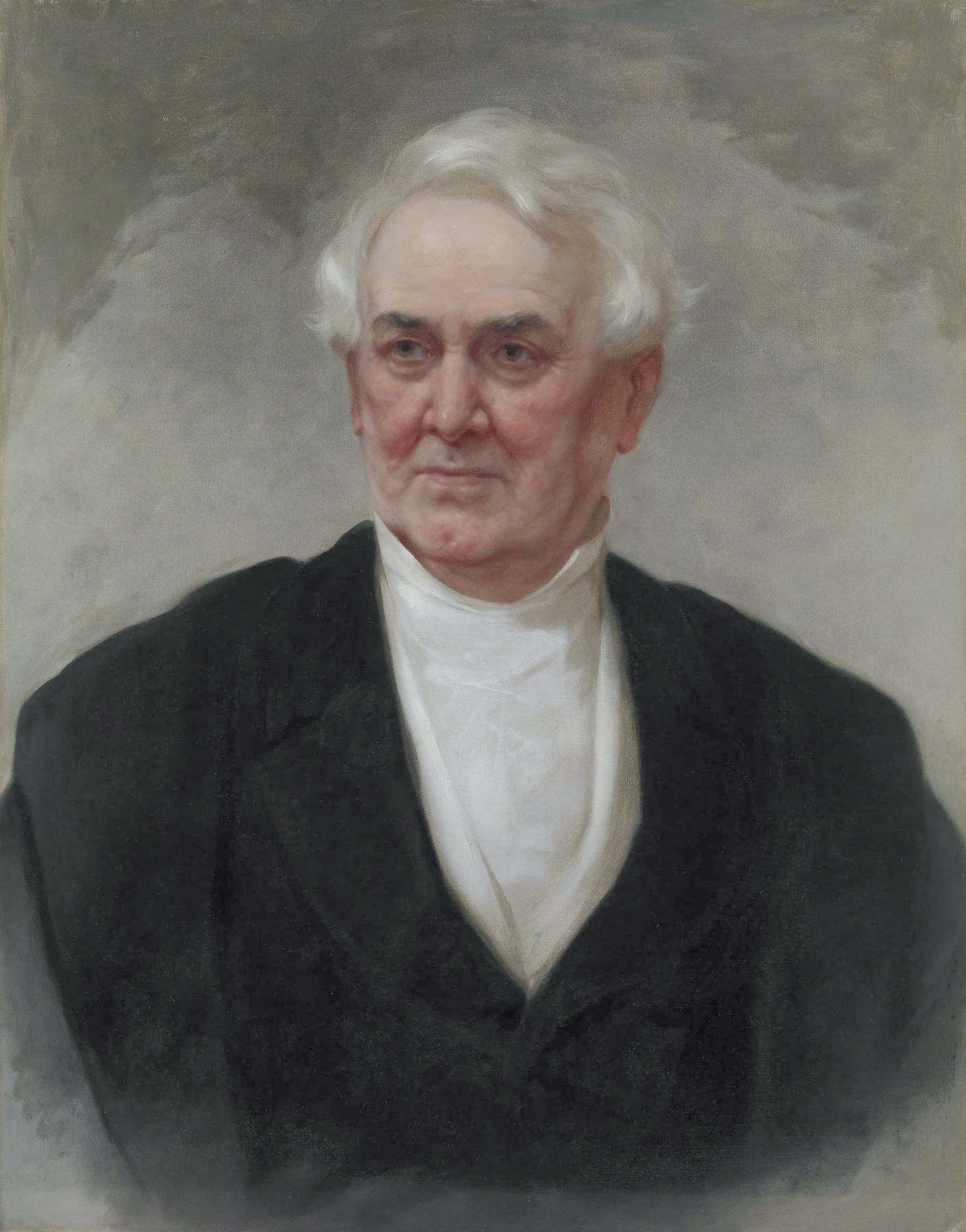
پرتره اثر ویلیام اولیور استون

برخلاف بیشتر حامیان معاصر هنر، کورکوران تنها به آثار اروپایی علاقه نداشت و او یکی از نخستین کلکسیون‌های مهم هنر آمریکایی را گردآوری کرد. تا اواسط دهه ۱۸۵۰ میلادی، تعداد تصاویر و تندیس‌های که او گردآوری کرده بود از عمارت او که در چهارراه لیفایتی واقع بود بیشتر می‌شد، از این‌رو او در ۱۸۵۹ میلادی برجسته‌ترین معمار آن دوران جیمز رنویک را استخدام کرد تا یک نگارخانه به سبک امپراتوری دوم در خیابان پنسیلوانا بسازد.
با این همه، قبل از این‌که کار گالری به اتمام برسد، جنگ داخلی آمریکا آغاز شد و کورکوران که با مناطق جنوبی هم‌دردی داشت، واشینگتن را به مقصد پاریس ترک کرد، جای که داماد او، جرج اوستیس جونیور نمایندهٔ ایالات مؤتلفه آمریکا بود. ساختمان نیمه-کاره که توسط رنویک طراحی شده بود، توسط حکومت ایالات متحده ضبط گردیده و به عنوان یک انبار تأمینی از آن استفاده شد. پس از پایان جنگ، کورکوران به واشینگتن بازگشت؛ کار ساختمان در ۱۸۶۹ میلادی به اتمام رسید و نگارخانه هنری کورکوران در ۱۸۷۴ میلادی افتتاح شد، اما چندی بعد ساختار آن گسترش یافت. یک ساختمان جدید برای نگارخانه هنری و مدرسه تازه‌تاسیس هنری کورکوران (که حالا به‌نام کالج هنرها و طراحی کورکوران یاد می‌شود) توسط معمار معروف آمریکایی ارنیست فلاگ به سبک هنرهای زیبا طراحی گردیده و کار آن در ۱۸۹۷ میلادی، نُه سال پس از مرگ کورکوران، به پایه اکمال رسید. نمای خارجی این ساختمان بازتاب دهنده سبک «نئو-گریک»، شاخه‌ای از سبک هنرهای زیبا، بوده و تلاش صورت گرفته‌است تا با بازتاب دادن علامات مفصل و تزئینی در نمای بیرونی ساختمان، وظایف داخلی آن به نمایش گذاشته شود. نخستین ساختمان نگارخانه کورکوران حالا نگارخانه رنویک است که یک موزه اسمیتسونین می‌باشد.

### انسان‌دوستی
در ۱۸۵۴ میلادی، پس از این‌که او بازنشسته شد، خود و ثروت قابل ملاحظه‌اش را به هنر و انسان‌دوستی وقف کرد. در ۱۸۴۸ میلادی، کورکوران زمینی به مساحت ۱۵ اکر (۶ هکتار) را برای قبرستان اوک هیل خریداری کرد که منظره راک کریک پارک از آنجا دیده می‌شود. او شرکت قبرستان اوک هیل را تأسیس نمود تا از امور این قبرستان نظارت نماید، شرکتی که توسط لایحه کنگره در ۳ مارس ۱۸۴۹ میلادی رسماً تشکیل گردید. کورکوران هزینه ساخت کلیسای کوچک به سبک معماری نئوگوتیک در قبرستان اوک هیل را پرداخت نمود، کلیسای که معروف به کلیسای کوچک رنویک است. به استثنای موزه اصلی کورکوران (به قسمت پایین مراجعه نمایید)، این تنها ساختمان و نخستین ساختمان («کاخ») در واشینگتن مال در مؤسسه اسمیتسونین بود که رنویک در واشینگتن طراحی شد.
کورکوران همچنین یک صندوق اعانه ۱۰٬۰۰۰ دلاری را برای خریداری هیزم به فقرای جرج تاون تأسیس نمود که توسط انجمن بینیولنت مدیریت می‌گردید. کورکوران همچنین هدایای بسیاری به چندین دانشگاه تقدیم نمود، از جمله دانشگاه جرج واشینگتن، کالج زراعتی مریلند، کالج ویلیام و ماری و دانشگاه واشینگتن و لی. پس از این‌که خانواده جرج واشینگتن نتوانستند ملک ماونت ویرنون وی را نگهدارند و دولت فدرال نیز خریداری آن را رد کرد، کورکوران در راستای خریداری آن همکاری نمود. یکی از همکاران تجاری قدیمی و دوست ویلیام ویلسون کورکوران، جرج پی‌بادی بود.
کورکوران چندین میراث مهم دیگری نیز برای مردم واشینگتن به‌جای گذاشت، از جمله چندین دانشکده دانشگاه کلمبیایی (حالا دانشگاه جرج واشینگتن) و زمین و پرداخت نصف هزینه ساخت آنچه امروزه بنام کلیسای عروج و سنت اگنس (Church of the Ascension and Saint Agnes) یاد می‌شود. کورکوران همچنین رئیس کورپوریشن دانشگاه کلمبیایی (جرج واشینگتن) بود. در اوایل ۱۸۸۳میلادی، کورکوران ترتیبات لازم را انجام داد تا با هزینه شخصی خود، جسد جان هاوارد پین را به ایالات متحده بازگرداند. پین که یک بازیگر، شاعر و نویسندهٔ «خانه! خانه عزیز!» بود، در ۱۸۵۲ به عنوان میلادی قنسول ایالات متحده در بیگِ تونیس خدمت می‌کرد و در آنجا وفات نمود. پین قبل از اینکه در ۱۸۵۰ میلادی برای دومین بار به عنوان قنسول در تونس خدمت نماید، دوست نزدیک کورکوران و شریک تجاری وی جرج دابلیو. ریگز بود.
کورکوران در ۱۸۶۹ میلادی خانه لوئیس برای زنان – که پس از خانم فقید وی نام‌گذاری شده بود – را تأسیس نمود تا از زنان مستمند حمایت و مراقبت نماید. این خانه در ۱۸۷۱ میلادی در خیابان ماساچوست NW، میان جاده‌های پانزدهم و شانزدهم در واشینگتن دی.سی. افتتاح شده و تا ۱۹۴۷ میلادی در آنجا فعالیت داشت؛ ساختمان اصلی در ۱۹۴۹ میلادی منهدم گردید. خانه لوئیس به منطقه کادمن هوز در دیکاتور پلیس در جاده 22 NW منتقل شده و در ۱۹۷۶ میلادی فعالیت آن با خانه آبراهام و لورا لیسنر برای زنان کهنسال مدغم شد. تا ۲۰۲۱ میلادی، خانه لوئیس همواره به عنوان بخشی از خانه لیسنر-لوئیس-دیکسون-هرت فعالیت می‌نمود.

### برده‌داری
کورکوران حد اقل یک برده به‌نام ماری داشت. در دهه ۱۹۳۰ میلادی، جرج پی‌بادی به کورکوران به عنوان کسی که در تجارت برده دخیل است، اشاره کرد. با این حال، کورکوران حداقل در یکی از نامه‌های خود به همسرش، نسبت به طرفداران لغو نظام برده‌داری اظهار هم‌دردی نموده و ماری و چهار فرزند جوان وی را در ۱۸۴۵ میلادی آزاد کرد. در ۱۸۵۱ میلادی، کورکوران برای کمک به خریداری آزادی برده‌های که پس از هشت سال فرار از برده‌داری دوباره دستگیر و برده شده بودند، کمک مالی فراهم نمود.

## زندگی شخصی
در ۱۸۳۵ میلادی، کورکوران با لوئیس موریس (۱۸۱۸ – ۱۸۴۰ میلادی) که دختر کمودور چارلز موریس (۱۷۸۴ – ۱۸۵۶ میلادی) و خواهر بزرگتر رابرت مورای موریس (۱۸۲۴ – ۱۸۹۶ میلادی) بود، فرار نموده و باهم ازدواج کردند. قبل از این‌که همسر و در عمر جوانی در ۲۱ نوامبر ۱۸۴۰ وفات کند، آن‌ها سه فرزند داشتند، اما تنها یک تن آن‌ها زنده ماند و بزرگ شد:
- هریت لوئیس کورکوران (۱۸۳۶ – ۱۸۳۷)، در دوران نوزادی وفات کرد.
- لوئیس موریس کورکوران (۱۸۳۸ – ۱۸۶۷)، کسی که در ۱۸۵۹ میلادی با جرج ایوستیس جونیور (۱۸۲۸ – ۱۸۷۲) ازدواج کرد.
- چارلز موریس کورکوران (۱۸۴۰ – ۱۸۴۱)، در دوران نوزادی وفات کرد.

پس از مرگ همسرش در ۱۸۴۰ میلادی، کورکوران تصمیم گرفت تا دوباره ازدواج نکند. او به تاریخ ۲۴ فوریه ۱۸۸۸ در واشینگتن دی.سی. درگذشت و در قبرستان اوک هیل به خاک سپرده شد.
کورکوران به پوتوماگِ لاج شماره ۵ ماسون‌های آزاد و پذیرفته شده (Free and Accepted Masons) در جرج‌تاون پیوسته و در ۲۶ ژوئیه ۱۸۲۷ به ماستر مسون ترفیع نمود.

### زادگان
کورکوران، از طریق دخترش لوئیس که زنده ماند، پدربزرگ ویلیام کورکوران ایوستیس (۱۸۶۲ – ۱۹۲۱) و لوئیس ماری ایوستیس هیتچاک (۱۸۶۷ – ۱۹۳۴) بود و هیتچاک در ۱۸۹۱ میلادی با توماس هیتچاک (۱۸۶۰ – ۱۹۴۱) ازدواج کرد.

### میراث
بانک کورکوران که به‌طور مشترک در ۱۸۴۰ میلادی بنیان‌گذاری شده بود تا ۲۰۰۵ میلادی تحت نام ریگز بانک فعالیت داشت و در همین سال توسط پی‌ان‌سی بانک خریداری شد. نگارخانه هنری کورکوران در واشینگتن دی.سی. یکی از قدیمی‌ترین موزه‌های شخصی آمریکا بود که روی هنر آمریکایی تمرکز داشت، این نگارخانه در ۲۰۱۴ میلادی منحل شد، کلکسیون هنری آن به نگارخانه ملی هنر اهدا و ساختمان آن (شامل مدرسه هنرها) به دانشگاه جرج واشینگتن در واشینگتن دی.سی. منتقل گردید. یکی از جاده‌ها در محله فلکه دوپونت در ناحیه کلمبیا میان جاده Q و جاده R در NW، یک بلاک دورتر از جاده ریگز، به افتخار کورکوران نام‌گذاری شده‌است. محله کورکوران در مینیاپولیس، مینه‌سوتا که از شمال با جاده ایست لیک، از جنوب با جاده ایست ۳۶ام، از شرق با خیابان هیاواتا و از غرب با خیابان سیدار هم‌مرز است، نیز به افتخار ویلیام کورکوران نام‌گذاری شده‌است. تپه کورکوران در رشته کوه‌های سیرا نیوادا در کالیفرنیا نیز پس از او نام‌گذاری گردیده‌است.